# استیو مولر
استیو مولر (انگلیسی: Steve Müller؛ زادهٔ ۱۶ مهٔ ۱۹۸۵) بازیکن فوتبال اهل آلمان است.
از باشگاه‌هایی که در آن بازی کرده‌است می‌توان به باشگاه فوتبال ارتسگبیرگ آئو، باشگاه فوتبال هولشتاین کیل، باشگاه فوتبال وولفسبورگ، و باشگاه فوتبال ماگدبورگ ۱ اشاره کرد.